# Льяйльяй
Льяйльяй (исп. Llaillay) — город в Чили. Административный центр одноимённой коммуны. Население города — 16 215 человек (2002).   Город и коммуна входит в состав провинции Сан-Фелипе-де-Аконкагуа  и области Вальпараисо.
Территория — 349,1 км². Численность населения — 24 608 жителей (2017). Плотность населения — 70,5 чел./км².

## Расположение
Город расположен в 68 км на северо-восток от административного центра области города Вальпараисо и в 24 км на юго-запад от административного центра провинции  города Сан-Фелипе.
Коммуна граничит:
- на севере — c коммунами Катему и Панкеуэ
- на востоке — с коммуной Ринконада
- на юге — c коммуной Тильтиль
- на западе — c коммуной Ихуэлас

## Демография
Согласно сведениям, собранным в ходе переписи 2017 г.  Национальным институтом статистики (INE),  население коммуны составляет:
| Полное население                          | Полное население                          | Полное население                          | Полное население                          | Полное население                          | 24 608 |
| ----------------------------------------- | ----------------------------------------- | ----------------------------------------- | ----------------------------------------- | ----------------------------------------- | ------ |
| в том числе:                              | Городское население                       | 17 972                                    | Процент городского населения, %           | 73,03                                     |        |
|                                           | Сельское население                        | 6 636                                     | Процент сельского населения, %            | 26,97                                     |        |
|                                           | Мужское население                         | 12 216                                    | Процент мужского населения, %             | 49,64                                     |        |
|                                           | Женское население                         | 12 392                                    | Процент женского населения, %             | 50,36                                     |        |
| Плотность населения, чел/км²              | Плотность населения, чел/км²              | Плотность населения, чел/км²              | Плотность населения, чел/км²              | Плотность населения, чел/км²              | 70,5   |
| Население коммуны в % к населению области | Население коммуны в % к населению области | Население коммуны в % к населению области | Население коммуны в % к населению области | Население коммуны в % к населению области | 1,36   |

| Динамика изменения населения коммуны | Динамика изменения населения коммуны | Динамика изменения населения коммуны | Динамика изменения населения коммуны |
| ------------------------------------ | ------------------------------------ | ------------------------------------ | ------------------------------------ |
| 1992                                 | 2002                                 | 2012                                 | 2017                                 |
| 20 276                               | 21 644▲                              | 22 728▲                              | 24 608▲                              |

## Важнейшие населенные пункты[4]
| №  | Населённый пункт | Населённый пункт (исп.) | Категория | Население чел. (2002) | На карте                        |
| -- | ---------------- | ----------------------- | --------- | --------------------- | ------------------------------- |
| 1  | Льяйльяй         | Llaillay                | город     | 16215                 | 32°50′35″ ю. ш. 70°57′09″ з. д. |
| 2  | Эль-Порвенир     | El Porvenir             | поселок   | 526                   | 32°52′18″ ю. ш. 70°57′33″ з. д. |
| 3  | Лас-Пеньяс       | Las Peñas               | поселок   | 517                   | 32°52′12″ ю. ш. 70°55′17″ з. д. |
| 4  | Эль-Робле        | El Roble                | поселок   | 448                   | 32°51′47″ ю. ш. 70°57′03″ з. д. |
| 5  | Санта-Тереса     | Santa Teresa            | поселок   | 345                   | 32°50′58″ ю. ш. 70°55′03″ з. д. |
| 6  | Санта-Роса       | Santa Rosa              | поселок   | 343                   | 32°52′35″ ю. ш. 70°57′14″ з. д. |
| 7  | Лас-Пальмас      | Las Palmas              | поселок   | 276                   | 32°51′21″ ю. ш. 70°59′04″ з. д. |
| 8  | Лос-Лорос        | Los Loros               | поселок   | 242                   | 32°51′50″ ю. ш. 70°53′28″ з. д. |
| 9  | Ресинто-Эстасьон | Recinto Estación        | поселок   | 239                   | 32°50′26″ ю. ш. 70°59′51″ з. д. |
| 10 | Лос-Молинос      | Los Molinos             | поселок   | 237                   | 32°49′52″ ю. ш. 70°59′12″ з. д. |
| 11 | Ла-Колония       | La Colonia              | поселок   | 232                   | 32°51′21″ ю. ш. 70°59′29″ з. д. |
| 12 | Ла-Эстансилья    | La Estancilla           | поселок   | 145                   | 32°49′05″ ю. ш. 70°58′40″ з. д. |
| 13 | Вичикулен        | Vichiculén              | поселок   | 121                   | 32°51′40″ ю. ш. 70°56′35″ з. д. |